# Zakaukaski Okręg Wojskowy

Północnokaukaski Okręg Wojskowy

Zakaukaski Okręg Wojskowy (ros. Закавказский военный округ, ЗакВО) – ogólnowojskowy, operacyjno-terytorialny związek Sił Zbrojnych ZSRR.

## Historia
Utworzony rozkazem Ludowego Komisariatu Obrony nr 079 z 17 maja 1935 na bazie Kaukaskiej Armii odznaczonej Orderem Czerwonego Sztandaru. Sztab znajdował się w Tyflisie.
Powtórnie sformowany 9 lipca 1945  na bazie Frontu Zakaukaskiego oraz 27 Armii jako Tbiliski Okręg Wojskowy z dowództwem w Tbilisi. Jego wojska rozmieszczone były na obszarze Gruzińskiej i Armeńskiej Socjalistycznej Republiki Radzieckiej. W 1946 połączono Bakijski OW (69A) i Tbiliski OW tworząc Zakaukaski OW, którego obszar powiększono o Azerbejdżańską SRR. W 1989  w składzie OW pozostawały trzy związki operacyjne, jednostki centralnego podporządkowania, wsparcie z powietrza zapewniała 34 Armia Lotnicza, a  osłonę z powietrza 19 Armia Obrony Powietrznej.
W 1990 pozostawał w podporządkowaniu Głównego Dowództwa Kierunku Południowego ze sztabem w Baku.

## Struktura organizacyjna
Skład w 1990
- dowództwo Okręgu – Tbilisi
- 7 Armia
- 4 Armia
- 9 Armia

## Oficerowie dowództwa okręgu
dowódcy Okręgu
- komandarm 2 rangi Michaił Lewandowski: maj 1935 – czerwiec 1937
- komkor Nikołaj Kujbyszew: czerwiec 1937 – luty 1938
- marszałek Związku Radzieckiego Aleksandr Jegorow: 4 lutego 1938 – 21 lutego 1938
- komkor Iwan Tiuleniew (gen. armii od 1940): 25 lutego 1938 (rozkaz LKO nr 0177) – 15 sierpnia 1940 (rozkaz LKO nr 0094);
- gen. por. (od 1940) Michaił Jefriemow: 15 sierpnia 1940 (rozkaz LKO nr 0094) – 28 stycznia 1941 (rozkaz LKO nr 0279);
- gen. por. (od 1940) Dmitrij Kozłow: 28 stycznia 1941 (rozkaz LKO nr 0279) – ?.

członkowie rady wojskowej
- komisarz korpuśny (od 1940) Jakow Doronin: 24 czerwca 1938 (rozkaz LKO nr 1740) – 4 kwietnia 1941 (rozkaz LKO nr 0133);
- komisarz dywizyjny (od 1939) Fiodor Szamanin: 21 kwietnia 1941 – ?

szefowie sztabu
- gen. mjr (od 1940) Fiodor Tołbuchin: 15 lipca 1938 (rozkaz LKO nr 01142) – ?.